# سالستان (رشت)
سالستان ، روستایی از توابع بخش لشت نشاء شهرستان رشت در استان گیلان ایران است.

## جمعیت
این روستا در دهستان جیرهنده لشت نشاء قرار دارد و براساس سرشماری مرکز آمار ایران در سال ۱۳۸۵، جمعیت آن ۲۰۸ نفر (۶۴خانوار) بوده‌است.